# 陈亨容
陈亨容（?—?），太平天国将领。
陈亨容参加金田起义，加入太平军。隶属于翼王石达开。太平天国丁巳七年（1857年）春，陈亨容从江西向福建进军，担任冬官副丞相。三月到达汀州。随同石达开出走。己未九年（1859年）任府翼府宰制，转战江西、湖南。结局事迹不详。他的事迹记载于曹大颧《寇汀纪略》、曾国藩《清咸丰九年二月初九日蕭啓江在南康胜仗折》（《曾文正公奏稿卷十》）、骆秉章《宝庆援军大捷府城解围折》（《骆文忠公奏议》）。《寇汀纪略》（中国近史资料叢刊本）中误作陈享容。